# 陈燕
陈燕（1972年—），女，汉族，四川自贡人，中华人民共和国政治人物，中国共产党党员，第十二届全国人民代表大会四川地区代表。

## 生平
陈燕毕业于四川省委党校函授学院农业经济管理专业。2013年，担任全国人大代表。